# Тунду
Тунду (ест. Tundu, виро Tundu) — село в Естонії, входить до складу волості Миністе, повіту Вирумаа.